# For Ever Mozart
For Ever Mozart es una película de drama experimental suiza de 1996 dirigido, escrito y editado por Jean-Luc Godard. El título de la película es un juego de palabras bilingüe que intencionalmente suena como "Faut rêver Mozart" ("Dream Mozart, dream" en francés). La película fue seleccionada como la entrada suiza a la Mejor Película en Lengua Extranjera en la 70.ª edición de los Premios Óscar, pero no fue nominada.

## Argumento
La película se divide en cuatro partes, que Godard ha dado posteriormente por nombre.

### Teatro
En la primera parte, Vicky Vitalis, un anciano director de cine, está haciendo el casting de un nuevo proyecto llamado "Fatal Bolero", asistido por su sobrino, Jérôme. Un grupo de actores hace fila para la audición, pero Vicky no está satisfecha con cada una de sus lecturas de línea. Sin embargo, el director logra obtener fondos de un hombre llamado Baron Felix, quien él mismo asegura a una de las actrices llamada Sabine, para disgusto del lastimero novio de Sabine. Más tarde, Jérôme acompaña a la hija de Vicky, Camille, profesora de filosofía, en su búsqueda de una copia de The Game of Love and Chance, la obra de Pierre de Marivaux. Su intención es representar la obra en un Sarajevo devastado por la guerra. Sin embargo, al no poder encontrar una copia, se decide por la obra de Alfred de Musset One Must Not Trifle with Love, y felizmente señala que comparte el mismo nombre que la heroína de la obra. Jérôme, enamorado de su prima, decide ir a Sarajevo con ella, para consternación de su madre Sylvie. Sylvie convence a su hermano Vicky para que los acompañe, y la criada de la familia, Jamila, también decide ir. Camille y Jérôme deciden incluir a Jamila en la obra como el personaje de Rosette.

### Uno no debe jugar con el amor en Sarajevo
En la segunda parte, los cuatro toman un tren a Bosnia y lo pasan mal en la naturaleza. Cada vez más incapaz de compartir el idealismo de sus jóvenes protegidos, Vicky los abandona y asume el papel de un europeo occidental que da la espalda a los horrores de la guerra de Bosnia. El espectro de los tanques comienza a aparecer en el bosque, y no mucho después, Camille, Jérôme y Jamila son capturados por paramilitares serbios y llevados a una mansión abandonada que los paramilitares utilizan como base. Allí, Camille y Jérôme cavan metafóricamente sus propias tumbas cuando corrigen a un comandante serbio sobre su relato de la participación de Georges Danton en la Revolución Francesa. Después de ser violados analmente, se ven obligados a cavar literalmente sus propias tumbas y mueren en un ataque posterior a la base. Jamila, y un soldado que le ha tomado cariño, escapan.

### La película de la inquietud
La tercera parte ve a Vicky trabajando en "Fatal Bolero" junto al mar. Baron Felix, el financista de la película, celebra la audiencia en un casino cercano. Allí, la ex actriz Sabine, ahora la obediente asistente del Barón, transcribe el diálogo de una película porno con fijación anal mientras el Barón reparte dinero para la película de Vicky. En la playa, Vicky coloca a una actriz y actor sin nombre en la arena imitando las muertes de Camille y Jérôme. Más tarde, filma implacablemente una toma tras otra de la actriz mientras ella trata de articular sus líneas (declaraciones pronunciadas una vez por Camille) en medio de un torrente de viento y lluvia. El anciano director finalmente le indica a la joven actriz que grite simplemente "sí". La escena cambia al debut de la película en un pequeño cine. La gente que hace cola ni siquiera llega a entrar. Al darse cuenta de que se trata de una película de arte filmada en blanco y negro, que representa los horrores de la guerra y que no es ni un poco lasciva, se alejan asqueados para ver algo llamado "Terminator 4", mientras el dueño del cine retira rápidamente los carteles de la película. película. El exnovio de Sabine llega y le declara al barón Félix que "se ha hecho justicia".

### Por siempre Mozart
En el cuarto y último movimiento, un grupo de personas ingresa a un salón ornamentado para asistir a un concierto para piano de Mozart interpretado por una orquesta juvenil. La actuación no puede comenzar hasta que el pianista, un joven amanerado con atuendo de época, asegura a uno de los corredores del set de "Fatal Bolero" como un pasador de página. Cuando comienza la actuación, Vicky, fatigada, sigue el ritmo de la música en el pasillo, incapaz de pasar la parte superior de las escaleras. En el interior, la música sigue sonando y las páginas, que muestran la notación cuidadosamente elaborada por Mozart, siguen pasando.

## Reparto
- Vicky Messica como Metteur en scène
- Madeleine Assas como Camila
- Frederic Pierrot como Jérôme
- Ghalia Lacroix como Jamila
- Bérangère Allaux como actriz
- michel francini como Barón
- fianza sabina como Amie du Baron

## Inspiración
El punto de partida de la película fue un artículo de Philippe Sollers en Le Monde sobre la idea de Susan Sontag de montar una representación de Esperando a Godot de Samuel Beckett en Sarajevo. En el artículo, Sollers critica el plan, considerando a Beckett demasiado deprimente para la Guerra de Bosnia, y en su lugar sugiere The Game of Love and Chance de Marivaux. El propio Godard no pudo encontrar la obra en la librería de su ciudad natal de Rolle, por lo que la sustituyó por la obra de Musset, como hace Camille en la película.

## Recepción
Escribiendo en Variety, David Stratton calificó la película de "terriblemente superficial e insensible" por su "trivialización de la matanza en Bosnia"; mientras que Jonathan Rosenbaum declaró que la película de Godard era "la película menos inspirada desde finales de los 60". Los críticos franceses fueron mucho más receptivos. En los Estados Unidos, Amy Taubin, escribiendo en Village Voice, respaldó enfáticamente la película y dijo: "Al confrontar el fracaso del arte para cambiar el curso de la historia y la obligación moral del artista de, no obstante, dar testimonio de su tiempo, Porque Ever Mozart pisa un terreno tan familiar que sólo puede interpretarse como una farsa... en la era de la sinrazón... Imágenes hermosas)... colisionan, se fragmentan y vuelan en pedazos".